# Infrastrukturavgifter

Trafikskylt för betalväg

Infrastrukturavgifter är en form av vägavgift som tas ut av Transportstyrelsen för att finansiera byggen av broar, vägar och tunnlar i Sverige.
Avgiften bygger på att de som använder infrastrukturen ska vara med och betala den. Den infördes den 1 februari 2015.
Bestämmelser om avgiften finns i lagen (2014:52) om infrastrukturavgifter på väg och förordningen (2014:1564) om infrastrukturavgifter på väg.
Ett äldre broprojekt vid gränsen till Sverige med en vägavgift är Öresundsbron. Öresundsbron har en egen lag och förordning med ett internationellt avtal i botten. Under 2005–2021 togs avgift ut på Svinesundsbron. Avgiften motiverades juridiskt av §29 i väglagen, men Svinesundsbrons avgift räknades sedan 2015 som Infrastrukturavgift under en särskild förordning enligt ett internationellt avtal. §29 i väglagen avser sedan dess bara avgift för färjor.
Ett antal utredningar har tidigare föreslagit en så kallad kilometerskatt för lastbilar. 

## Avgiftsbelagda sträckor

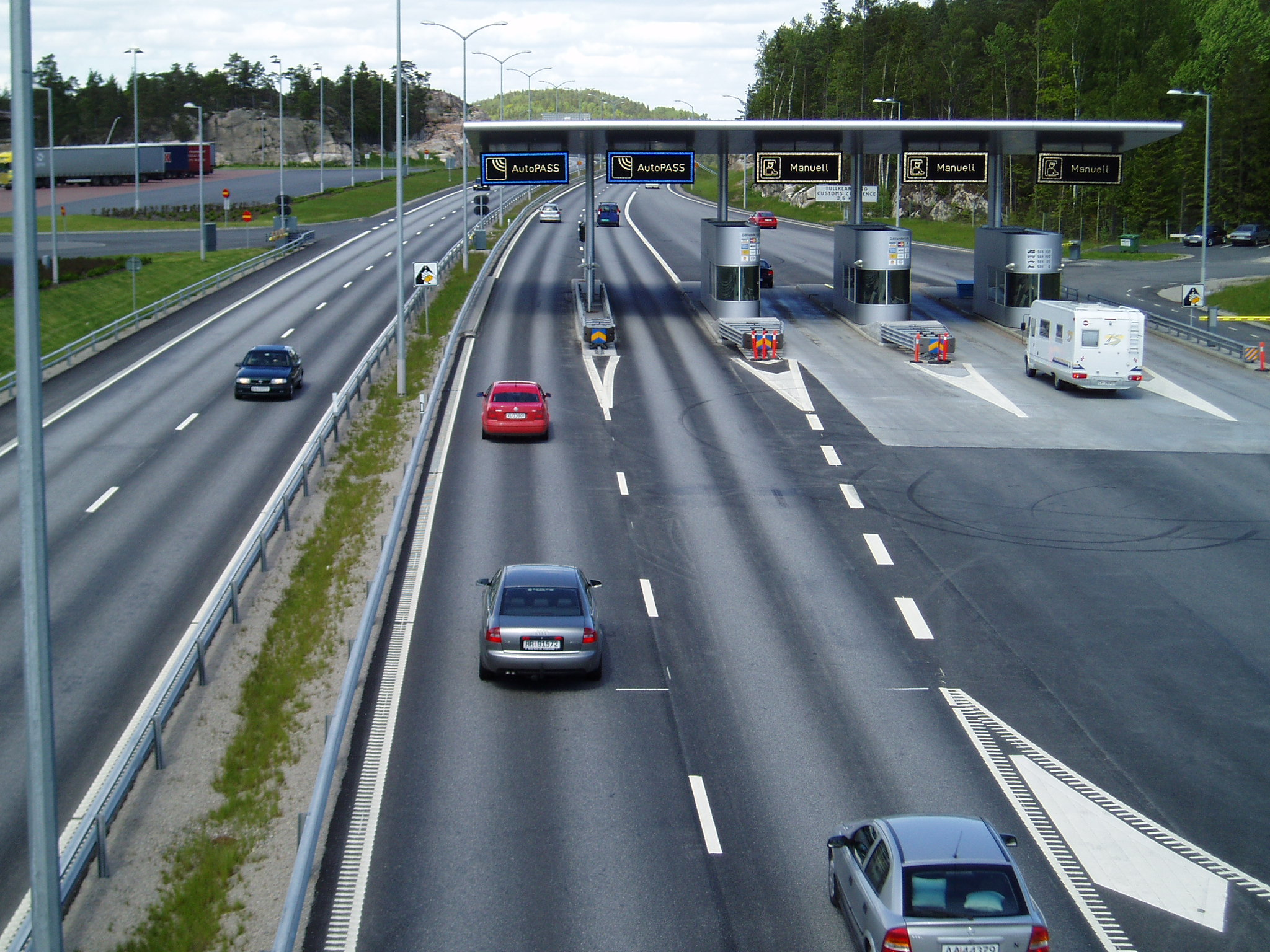
Den tidigare betalstationen på svensk sida Svinesundsbron

| Sträcka        | Kommun    | Län            | Infördes   | Avgift, lätta fordon (2021) | Avgift, tunga fordon (2021) | Undantag                                                                             |
| -------------- | --------- | -------------- | ---------- | --------------------------- | --------------------------- | ------------------------------------------------------------------------------------ |
| Motalabron     | Motala    | Östergötland   | 2015-02-01 | 5 kr                        | 11 kr                       | motorcyklar, tunga bussar m.fl.                                                      |
| Sundsvallsbron | Sundsvall | Västernorrland | 2015-02-01 | 9 kr                        | 20 kr                       | motorcyklar, tunga bussar m.fl.                                                      |
| Öresundsbron   | Malmö     | Skåne          | 2000       | 535 kr                      | 1 070 kr - 2 025 kr         | Stora rabatter finns för avtalskunder                                                |
| Skurubron      | Nacka     | Stockholm      | 2023-10-01 | 4 kr                        | 4 kr                        | motorcyklar, mopeder, diplomatfordon, bussar med en totalvikt av minst 14 ton, m.fl. |

Tidigare avgiftsbelagda sträckor 
| Sträcka        | Kommun                    | Län                            | Infördes   | Upphörde   | Avgift, lätta fordon | Avgift, tunga fordon | Undantag             |
| -------------- | ------------------------- | ------------------------------ | ---------- | ---------- | -------------------- | -------------------- | -------------------- |
| Rödöbron       | Krokom, Östersund         | Jämtland                       | 1993       | 1999       | 16 kr                |                      | 10 kr med rabattkort |
| Svinesundsbron | Strömstad, Halden (Norge) | Västra Götaland, Viken (Norge) | 2005-07-01 | 2021-03-15 | 22 kr                | 109 kr               |                      |